# Pan e le ninfe
Pan e le ninfe è un affresco rinvenuto nella casa di Giasone a Pompei e custodito all'interno del Museo archeologico nazionale di Napoli.

## Storia e descrizione
Realizzato tra il 20 e il 25, l'affresco decorava l'oecus della casa di Giasone, insieme ad altri due, Europa sul toro e Eracle e Nesso, tutti staccati dalla loro posizione originaria per ricavarne dei quadretti.
L'affresco, in quarto stile, è stato dipinto da un modesto pittore e ha come tema un concerto di Pan con le ninfe. Al centro della scena è Pan, con le orecchie caprine e in testa due corna, leggermente rivolto verso sinistra, seduto su una roccia e reca nella mano sinistra un pedum e in quella destra una siringa. Sulla sinistra sono due ninfe, con i contorni marcati per conferirgli maggiore profondità, intente ad ascoltare la divinità: una, posta di spalle, è seduta su un sedile in pietra con in mano due flauti, l'altra invece è in piedi; ai loro piedi è un capretto, privo di disegno preparatorio. Sulla destra è un'altra ninfa, di profilo, che suona una cetra: nella totalità, tutti i personaggi sembrano apparire come figure a sé stanti. Lo sfondo è composto, da sinistra verso destra, da un edificio bianco, un albero su una roccia e un pino, sacro a Pan, che fuoriesce da un recinto.